# Solenostoma orbiculatum
Solenostoma orbiculatum är en bladmossart som först beskrevs av John William Colenso, och fick sitt nu gällande namn av Rudolf Mathias Schuster. Solenostoma orbiculatum ingår i släktet Solenostoma och familjen Solenostomataceae. Inga underarter finns listade i Catalogue of Life.